# Teroristický útok v Hurghadě 2017
Islamistický teroristický útok, ke kterému došlo v pátek 14. července 2017 v egyptském turistickém letovisku Hurghada, spáchal osmadvacetiletý přívrženec tzv. Islámského státu Abdel Rahman Shaban Abokorah (alternativně jako Abdel-Rahman Shaaban Abu Qury), jenž po ukončení bakalářského studia na univerzitě al-Azhar pobýval po dobu sedmi měsíců v Saúdské Arábii, v Hurghádě se po svém návratu živil jako instalatér.
Při útoku, spáchaném nožem, ubodal dvě německé turistky a další čtyři původem z Arménie, Ukrajiny a České republiky zranil. Teroristický útok byl spáchán v blízkosti tamějších hotelů Zahabia a Sunny Days. Německá tisková agentura Deutsche Presse Agentur (DPA) uvedla, že dle egyptské tajné služby (SIS) jednal na pokyn tzv. Islámského státu, s kterým komunikoval prostřednictvím internetu a kterým byl pověřen zaútočit na zahraniční turisty na plážích Hurghady. Dle vlivného egyptského deníku Aš-Šurúk se při útoku také odvolával na islámské právo šaría.

## Oběti
| Země    | Počet |
| ------- | ----- |
| Německo | 2     |
| Česko   | 1     |
| Total   | 3     |

### Česká oběť v Hurghadě
Mezi zraněnými turistkami na pláži byla i dotyčná šestatřicetiletá Lenka C. († 36), profesí hlavní účetní FAČRu z Nového Strašecí na Rakovnicku, která při útoku utrpěla dle vyjádření svého bratra Aleše šest bodných a řezných ran. Její stav se ale v nemocnici, kde byla hospitalizována, výrazně zhoršil, na základě usneseného tzv. multiorgánového selhání upadla do stádia klinické smrti a následně v Káhiře zemřela. Celkově se jedná od roku 2005, kdy byl při bombových útocích v egyptském Šarm aš-Šajchu zabit čtyřiadvacetiletý český delegát Petr Kořán z Ústí nad Labem, o čtvrtou českou oběť teroristického útoku v zahraničí.